# كارلوس باريوس
كارلوس باريوس (بالإسبانية: Carlos Barrios؛ بالإنجليزية: Carlos Barrios) هو فنان سلفادوري وأسترالي، ولد في 1966.

## وصلات خارجية
- الموقع الرسمي